# (4327) Ries
(4327) Ries (1982 KB1) – planetoida z pasa głównego asteroid okrążająca Słońce w ciągu 4,62 lat w średniej odległości 2,77 j.a. Odkryta 24 maja 1982 roku.